# We Are One
„We Are One“ je píseň americké rockové skupiny Kiss vydaná na albu Psycho Circus. Tento singl napsal a nazpíval baskytarista Gene Simmons.

## Umístění
1. 40 (Australian Singles Charts)

## Sestava
- Paul Stanley – zpěv, rytmická kytara
- Gene Simmons – zpěv, basová kytara
- Ace Frehley – sólová kytara, basová kytara
- Peter Criss – zpěv, bicí, perkuse